# YOU'RE THE ONE (Chageのアルバム)
『YOU'RE THE ONE』（ユーアー・ザ・ワン）は、Chageのミニ・アルバム。2022年11月2日に発売された。発売元はUSM JAPAN。規格品番：UICZ-4619（DVD付）UICZ-4620（Blu-ray付）。

## 解説
前作『Boot up!!』から約2年ぶりとなるオリジナル・アルバム。本作では、配信限定シングルとして発表された新曲2曲とMULTI MAXの楽曲や自身のソロ楽曲のセルフカバー4曲の全6曲を収録している。
2021年発表のシングル｢Chage's Christmas〜チャゲクリ〜｣に収録されていた「1224」と「クリスマス予報」は未収録。
付属のDVD及びBlu-ray Discには、アコースティック・ライブ「Chageのずっと細道 2022」のライブ映像と「そういうひと」のミュージック・ビデオが収録されている。
その他、UNIVERSAL MUSIC STORE限定セットとしてBlu-ray付CD、DVD付CDそれぞれにChageのアートワークによるジグソーパズルがセットされたものが存在する。

## 収録曲
| #         | タイトル                         | 作詞              | 作曲              | 編曲      | 時間  |
| --------- | -------------------------------- | ----------------- | ----------------- | --------- | ----- |
| 1.        | 「遠い街から」                   | Chage             | 村上啓介          | 吉川忠英  | 5:27  |
| 2.        | 「SOME DAY」                     | 澤地隆            | Chage             | 渡辺等    | 5:13  |
| 3.        | 「waltz」                        | Chage             | Chage             | 吉川忠英  | 6:55  |
| 4.        | 「僕の見つけた気持ちのいい場所」 | Chage、宇佐元恭一 | Chage、宇佐元恭一 | 渡辺等    | 6:29  |
| 5.        | 「そういうひと」                 | Chage             | Chage、澤地隆     | KB        | 4:49  |
| 6.        | 「POP」                          | Chage             | Chage             | KB        | 4:28  |
| 合計時間: | 合計時間:                        | 合計時間:         | 合計時間:         | 合計時間: | 33:21 |

| #   | タイトル                                | 作詞 | 作曲・編曲 |
| --- | --------------------------------------- | ---- | ---------- |
| 1.  | 「遠い街から」                          |      |            |
| 2.  | 「君に逢いたいだけ」                    |      |            |
| 3.  | 「誰かさん～CLOSE YOUR EYES～」         |      |            |
| 4.  | 「トウキョータワー」                    |      |            |
| 5.  | 「飾りじゃないのよ涙は」                |      |            |
| 6.  | 「Gently」                              |      |            |
| 7.  | 「終章 (エピローグ)」                   |      |            |
| 8.  | 「TOKYO MOON」                          |      |            |
| 9.  | 「Many Happy Returns」                  |      |            |
| 10. | 「夏は過ぎて」                          |      |            |
| 11. | 「POP」                                 |      |            |
| 12. | 「&C」                                  |      |            |
| 13. | 「たった一度の人生ならば」              |      |            |
| 14. | 「そういうひと」                        |      |            |
| 15. | 「アイシテル」                          |      |            |
| 16. | 「そういうひと」(Music Video／特典映像) |      |            |

## 楽曲解説
1. 遠い街から
MULTI MAXが1992年に発表したシングル「遠い街から」のセルフカバー。
2. SOME DAY
MULTI MAXが1989年に発表したシングル「SOME DAY」のセルフカバー。
3. waltz
2008年発表のシングル「waltz」のセルフカバー。間奏に「遠い街から」のフレーズが差し込まれている。
4. 僕が見つけた気持ちのいい場所
1998年発表のアルバム『2nd』収録曲のセルフカバー。
5. そういうひと
配信限定シングル。
6. POP
配信限定シングル。

### DVD・BD
- Chageのずっと細道 2022

1. 遠い街から
2. 君に逢いたいだけ
3. 誰かさん～CLOSE YOUR EYES～
4. トウキョータワー
5. 飾りじゃないのよ涙は
6. Gently
7. 終章 (エピローグ)
8. TOKYO MOON
9. Many Happy Returns
10. 夏は過ぎて
11. POP
12. &C
13. たった一度の人生ならば
14. そういうひと
15. アイシテル

- 「そういうひと」 MUSIC VIDEO